# خردلية
الخَرْدَلِيَّة (بالتركية: Hardaliye، تُلفظ هَرْدَلية) هو مشروب مخمر بحمض اللبنيك ينتج من العنب وصلصة الخردل وأوراق الكرز الحامضة وحمض البنزويك، وهو مشروب أصيل لمنطقة تراقيا الشرقية في تركيا في جنوب شرق أوروبا.
أظهرت دراسة أجريت عام 2013 أن تناول الخردلية له تأثير مضاد للأكسدة لدى البالغين. تأتي القيمة الغذائية للخردلية من العنب وكذلك من عملية التخمير. يمكن أن تعزى الفوائد الصحية للصلابة إلى الزيوت الأثيرية من بذور الخردل.